# Martonfa
Martonfa é um município da Hungria, situado no condado de Baranya. Tem 5,69 km² de área e sua população em 2019 foi estimada em 206 habitantes.